# Imatge panoràmica
Una imatge panoràmica és la que mostra un panorama (del grec pan, tot, i horama, vista), usualment paisatgístic o arquitectònic, i que es distingeix per l'ampli horitzó visual que cobreix. La seva elaboració ha anat canviant a través del temps, des dels paisatges pintats en quadres, passant por la fotografia clàssica i la digital, fins a l'edició o fins i tot la creació completa d'imatges en el computador. Les possibilitats que el desenvolupament tecnològic ha donat a les imatges panoràmiques s'han expandit fins a permetre l'existència de mons virtuals tridimensionals, en els quals es pot ingressar i desplaçar-se per tal d'observar diferents punts de vista d'una mateixa escena.

## Pintures circulars
La pintura circular, una forma especial de la pintura tridimensional d'artifici (en castellà, trampantojo), va ser descoberta a Occident per l'irlandès Robert Barker (1739-1806) i patentada l'any 1787. Si la imatge està sobre una superfície cilíndrica i l'observador se situa per a observar-la a l'eix del cilindre, estem parlant de pintura circular. En canvi, si la imatge es troba sobre una paret plana i és l'observador qui es mou per tal d'observar el panorama, s'anomena panorama pla.
Al segle xix les pintures circulars eren molt populars i es van convertir en un primerenc mitjà massiu de comunicació. Hi havia pintures circulars de fins a 15 m d'alçada i la circumferència sovint sobrepassava la barrera dels 100 m.
Pels volts de 1830 se'ls van incorporar figures i altres requisits amb l'objectiu d'accentuar l'efecte tridimensional. Les pintures circulars es col·locaven de vegades en museus dissenyats especialment per al goig del públic i anaven de ciutat en ciutat portades per una ben organitzada indústria mediàtica. Avui dia encara existeixen aquestes pintures com el Panorama de Racławice, el Panorama de les guerres camperoles d'Alemanya i el Panorama de Jerusalem de la Passió de Jesucrist.

## Fotografia química
Els panorames circulars van perdre importància a conseqüència del progrés social i tècnic. La creació d'aparells fotogràfics especials van possibilitar la creació d'imatges panoràmiques amb la fotografia química. La fotografia panoràmica va ser molt utilitzada toFotograt i el seu t.

## Fotografia digital

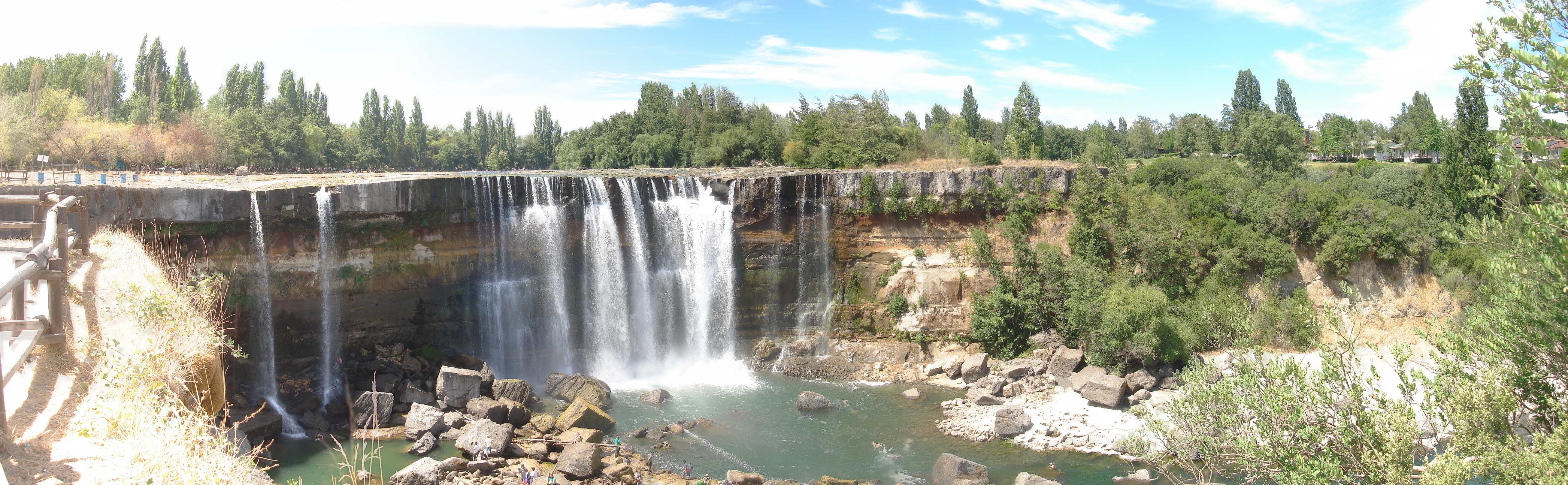
Cascada del río Laja, ubicada en la VIII Región del Bío-Bío, Chile.

Els complicats i cars equips per a la fotografia panoràmica estan sent desplaçats per la fotografia digital. Prendre les fotos una a una i fer el muntatge de cadascuna de les fotos en un panorama és menys car i es pot fer a casa amb un ordinador personal. Una possibilitat per a dur a terme aquesta tasca és fer ús dels editors d'imatges, ja que aquests ens permeten fer el muntatge de les fotografies. Però també es poden fer les fotos amb un objectiu ull de peix o amb miralls corbs i després mitjançant un algorisme informàtic revertir la distorsió produïda pels lents o miralls. Aquest mètode evita el muntatge de les fotos.

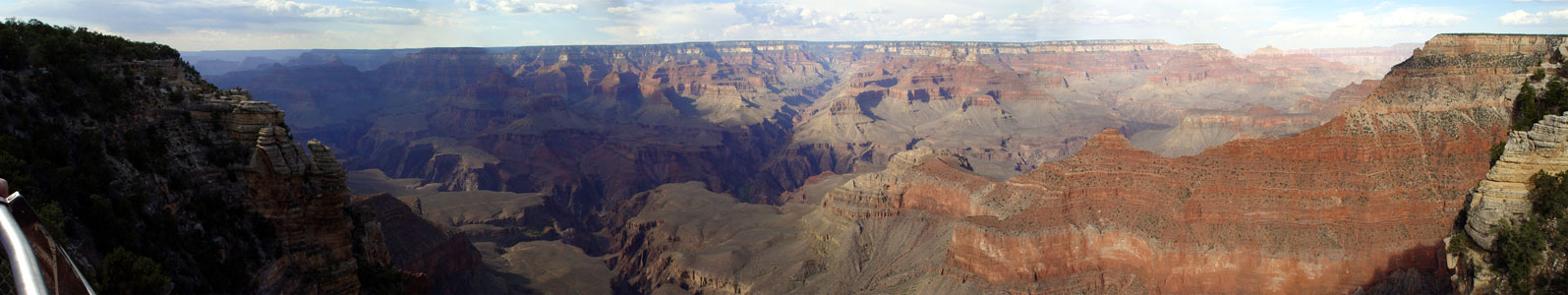
Panorama del Gran Canyó, Estats Units.

En algunes càmeres això s'anomena escombrat panoràmic. En aquesta versió del panorama es pot escollir fer-lo horitzontal o vertical, així com la llargada que se li vol donar.

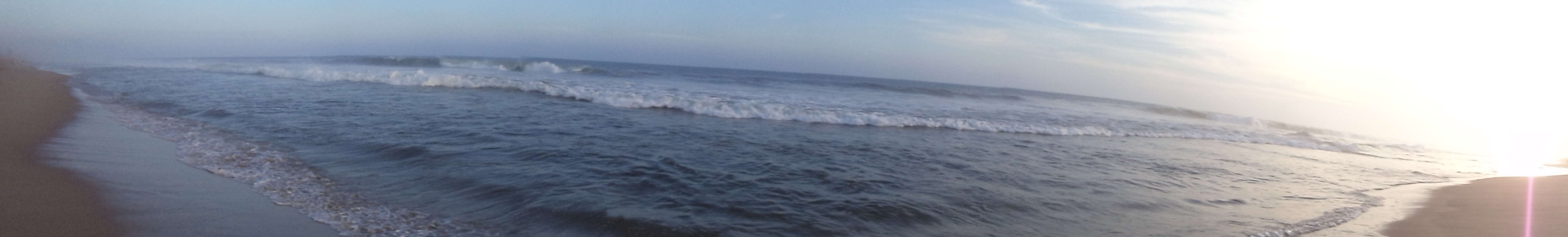
Platja de Acapulco, a l'estat de Guerrero, Mèxic.

## Stitching
Una variant també practicable per aficionats és fer les fotos amb la càmera digital, girant-la cada vegada cap a un sector. Aquestes fotos parcials poden ser muntades en un panorama amb una tècnica anomenada stitching. Per a aquesta activitat algunes càmeres posseeixen mecanismes manuals o motoritzats que faciliten el treball.

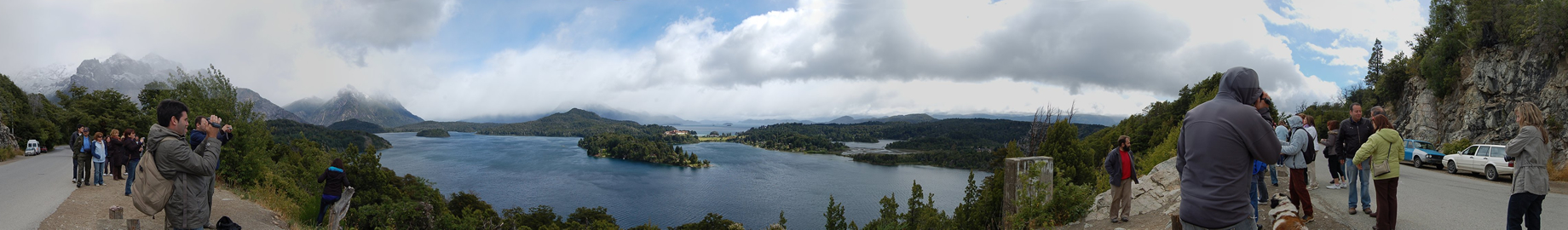
Imatge panoràmica del llac Nahuel Huapi, Riu Negre, Argentina.

## Televisió
La nova norma de televisió digital ha permès, entre molts avanços, la utilització d'imatges de format ample, o widescreen (pantalla ampla) (amb relacions d'aspecte de 16:9), a diferència dels formats convencionals (de 4:3).

## Visualització i ús en disseny

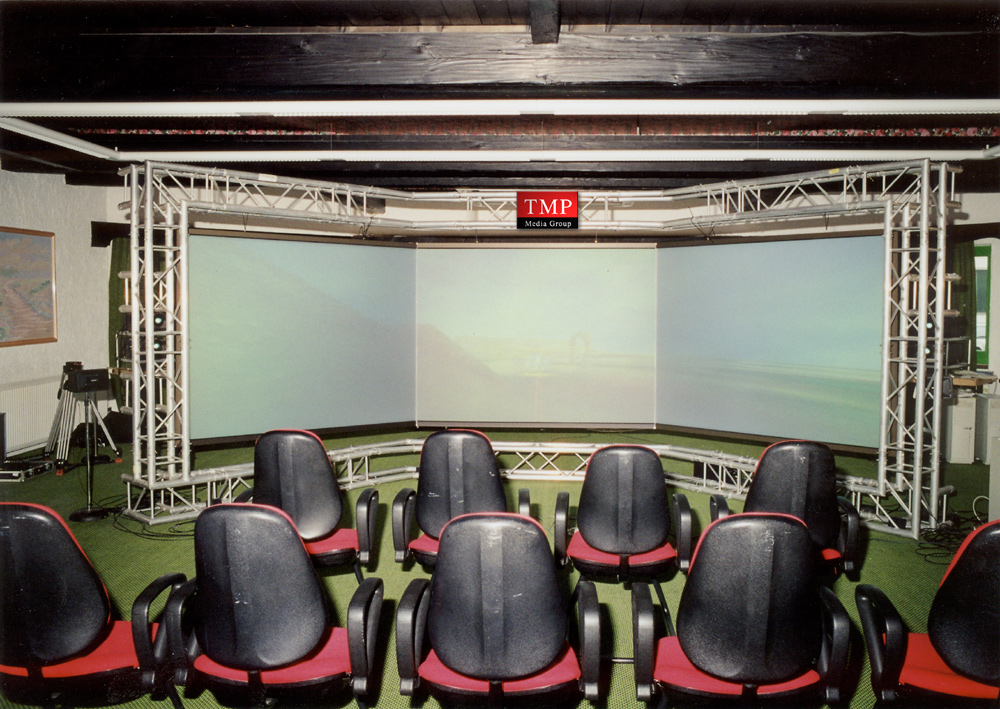
Sala de projecció per a panorames.

Les imatges panoràmiques causen una gran impressió quan es veuen en sales de projecció adequades. Amb un teló còncau i diversos projectors que disminueixin la lluminositat dels píxels a les regions que se sobreposen (Edge-Blending) s'aconsegueixen bons resultats. Durant el disseny de nous productes, per exemple nous models d'automòbils, es pot utilitzar aquesta projecció per mostrar el producte ja en la primera fase de disseny, quan solament es té el model en arxius CAD, a partir dels quals es genera la imatge panoràmica.

## Les imatges panoràmiques més grans del món

### Mont Blanc HD Panorama
La muntanya més alta d'Europa consagrada en el major panorama que mai s'ha fet a 3500 metres d'altitud. Un dia assolellat en els cims nevats del Mont Blanc: menys 10 graus centígrads, una hora a peu de les glaceres durant dues setmanes de treball, i més de setanta mil imatges per compondre una fotografia de 365 gigapíxels.

### Panoràmica de més de 400 gigapíxels
Es tracta d'una panoràmica de 401,71 gigapíxels que sembla tenir el rècord mundial actualment. Aquesta fotografia pesa 732 Gb y está compuesta por 8 967 fotogtrafies interpoladas. Mostra la costa de Múrcia en gairebé 360°. Es va trigar 20 dies a penjar-se a internet degut a la gran mida de l'arxiu.

### BT Tower 360 Panorama of London
En finalitzar els Jocs Olímpics de Londres i durant tres dies aproximadament Jeffrey Martin, Holger Schulze i Mills Tom van fer 48.640 fotografies des de dalt de la Torre BT de Londres per a compondre la panoràmica més gran fins al moment de 320 gigapíxels i així alçar-se amb aquest nou rècord mundial. Els equips utilitzats van ser 4 càmeres Canon EOS 7D i els lents van ser els EF 400mm f/2.8 IS II USM i EF tele-conversors Estendre 2x III. Les imatges RAW van ser processades durant un període de diverses setmanes usant el programari Autopano Giga en una estació de treball Celsius R920 amb 256 GB de memòria RAM i 16 nuclis a 3.1GHz. El resultat obtingut és tan gran que si s'imprimís en resolució normal, seria gairebé de la grandària del palau de Buckingham; l'altura és la mateixa, 24 metres i 98 metres de llarg, 10 menys que el palau.

### Shanghai 272 Gigapíxels
L'autor de la foto és Alfred Zhao i posseïa el títol d'haver aconseguit la imatge més gran del món fins que la fotografia de 360° feta des de la BT Tower de Londres li va treure el lloc. El conjunt d'imatges que la componen va ser presa des del sostre de l'Acadèmia Xinesa de Ciències; es tracta d'un edifici de 18 pisos que està situat a la zona del centre de Shanghái; es va realitzar el 25 de maig de 2010 i no va ser publicada fins al 17 de desembre del propi any. Va utilitzar 12.000 captures amb una càmera Cànon 7D i un lent Cànon 400mm (f5.6). El programari emprat per obtenir aquesta geganta de més d'1 TB va ser el GigaPan Epic Pro. Les dimensions reals són 887.276(l) x 306.908(a).

### The Last Supper
Si més no aquesta no és la panoràmica més gran del món, probablement sí una de les més curioses. Va ser concebuda per la companyia fotogràfica italiana HAL9000. El nom de l'obra es deu al fet que s'hi mostra detalladament la famosa pintura de Leonardo Da Vinci, The Last Supper (El Sant sopar), que està situada a l'interior de l'església de Santa Maria de les Gràcies a Itàlia.
Per a aconseguir la panoràmica de 16,1 gigapíxels, es va situar la càmera a sobre d'un bastida, davant de la pintura, i des d'allà es van capturar 1.677 fotografies digitals de 12,2 megapíxels cadascuna. Després, es van unir amb l'ajuda d'un programa computacional.